# Душко Николић
Душко Николић, познат и под уметничким именом Дука или Дука Дизел, био је црногорски репер и текстописац и један од оснивача групе Монтенигерс.

## Биографија
Отац му је био професор географије у основној школи у Котору, а између осталима је предавао и Игору Лазићу, будућем колеги из групе. Николић и Лазић су се доста дружили као деца, а касније су са друштвом од око петнаестак особа саставили музичку групу коју је Лазић напослетку смањио на само њих двојицу. Касније им се придружио и Небојша Савељић који није из Котора, али који је тамо често долазио лети пошто му је мајка одатле.

## Каријера
Са Савељићем и Лазићем је око 1988. основало основан бенд "Brake Boys", који годину дана касније мења име у "AE: TELL ME". Душко је наступао под именоом Дука Дизел, Савељић је био Небо, док је Лазић био Лаки Бој. Дука је био главни текстописац, а на првом албуму групе под називом Тајна маренда је преко страних реп матрица са Лазићем написао све текстове. Због своје болести никада није наступао на бини, али је доживео прво издање CD-а (касете) Монтенигерса.

## Болест и смрт
У неком периоду живота му је дијагностификована Хоџкинова болест, која је врста рака лимфних жлезда. Дуго година се од тога лечио, а у једном тренутку је био у истој болничкој соби са рокером Нешом Лептиром, који је такође био тешко болестан. Према Нигоровим речима Дука се у једном тренутку и излечио од своје болести, и једно време је само ишао на редовне шестомесечне контроле. Међутим због непредвидиве природе Хоџкинове болести, он је поново оболео и напослетку је преминуо нешто након издавања првог албума Монтенигерса Тајне маренде, односно око 1996. Имао је 24 или 25 година. Два дана пред смрт га је Лазић посетио, а Душко му је рекао да ради на две песме и да ће му их ускоро предати чим заврши рад на њима. Након што се Игор вратио у Београд, Дука је упао у кому током које је и преминуо. Лазић је на ту вест врло негативно реаговао, и по својим речима поразбијао је ствари у свом стану.

## Постхумно
На његовој сахрани су били и преостале две колеге из групе, и у сандук су му убацили њихов први CD. Игор је касније рекао да је од неког видовњака чуо да је то у ствари била лоша ствар, јер је то наводно касније бацило неку врсту проклетства на Монтенигерсе.
На другом албуму Монтенигерса Allboom из 1998. се нашла и песма Вољели би да си ту коју су Небо и Лаки посветили Душку, а коју је он сам написао раније. Њих двојица су само додали рефрен. Та песма је у оригиналу била врло дугачка реп песма коју је Дука посветио некој девојци, а по Нигоровим речима су он и Небојша продали неке стихове Марини Туцаковић, која је то искористила за неку песму коју је купио Жељко Самарџић. Ти стихови су продати за 500 марака, који су Игор и Небојша дали Душковој породици како би му саградили гробницу.  Годину дана након тог албума је Небо страдао у саобраћајној несрећи, а Лаки бој је променио уметничко име у Нигор.
Нигор је октобра 2017. после око 30 година случајно пронашао прву песму од две коју му је Душко написао пред смрт. Песма са називом Ти је могла да се отпева у реп, техно или поп стилу, а Нигор ју је убрзо по проналаску снимио уз спот. Другу песму закључно са 23. октобром 2023. упркос напору није пронашао.